# Nicolae Burnete
Nicolae Burnete (ur. 4 czerwca 1960 w Roșia de Secaș w okręgu Alba) – rumuński inżynier i nauczyciel akademicki, w 2018 minister badań naukowych i innowacji.

## Życiorys
W 1985 ukończył studia z mechanizacji rolnictwa na Uniwersytecie Technicznym w Klużu-Napoce, kształcił się też na kursach w Niemczech i Francji. Został nauczycielem akademickim na macierzystej uczelni, specjalizując się w inżynierii mechanicznej i inżynierii rolnictwa, w 2001 objął stanowisko profesorskie. Zajmował stanowisko dziekana wydziału mechanicznego (2004–2012), a w 2016 został przewodniczącym senatu Uniwersytetu Technicznego w Klużu-Napoce. Autor i współautor publikacji naukowych.
W 2012 był sekretarzem stanu w ministerstwie edukacji, następnie do 2013 pozostawał dyrektorem generalnym tego resortu. 29 stycznia 2018 został ministrem badań naukowych i innowacji w rządzie Vioriki Dăncili z rekomendacji Partii Socjaldemokratycznej. Zrezygnował z tej funkcji pod koniec sierpnia 2018.
Żonaty, ma dwoje dzieci.